# Snorri (cràter)
Snorri és un cràter d'impacte en el planeta Mercuri de 21 km de diàmetre. Porta el nom del poeta islandès Snorri Sturluson (1179-1241), i el seu nom va ser aprovat per la Unió Astronòmica Internacional el 1976.